# Estat Sud-peruà
L'Estat Sud-peruà o República Sud-peruana va ser un estat sobirà d'Amèrica del Sud que va existir entre 1836 i 1839 i que formava part de la Confederació de Perú i Bolívia al costat de l'Estat Nord-peruà i de Bolívia.
L'Estat Sud-peruà va ser una república lliure i independent, presidencialista, de representació popular i democràtica representativa, integrant de la Confederació de Perú i Bolívia. Segons la Constitució de l'Estat Sud-peruà (1836), dictada per l'Assemblea Nacional del Sud del Perú en representació dels departaments d'Arequipa, Ayacucho, Cusco i Puno, a Sicuani, aquesta dividia l'estat en dos poders: Executiu i Legislatiu, tant dins de l'Estat Sud-peruà, com també a nivell de la confederació.

## Estructura de la República

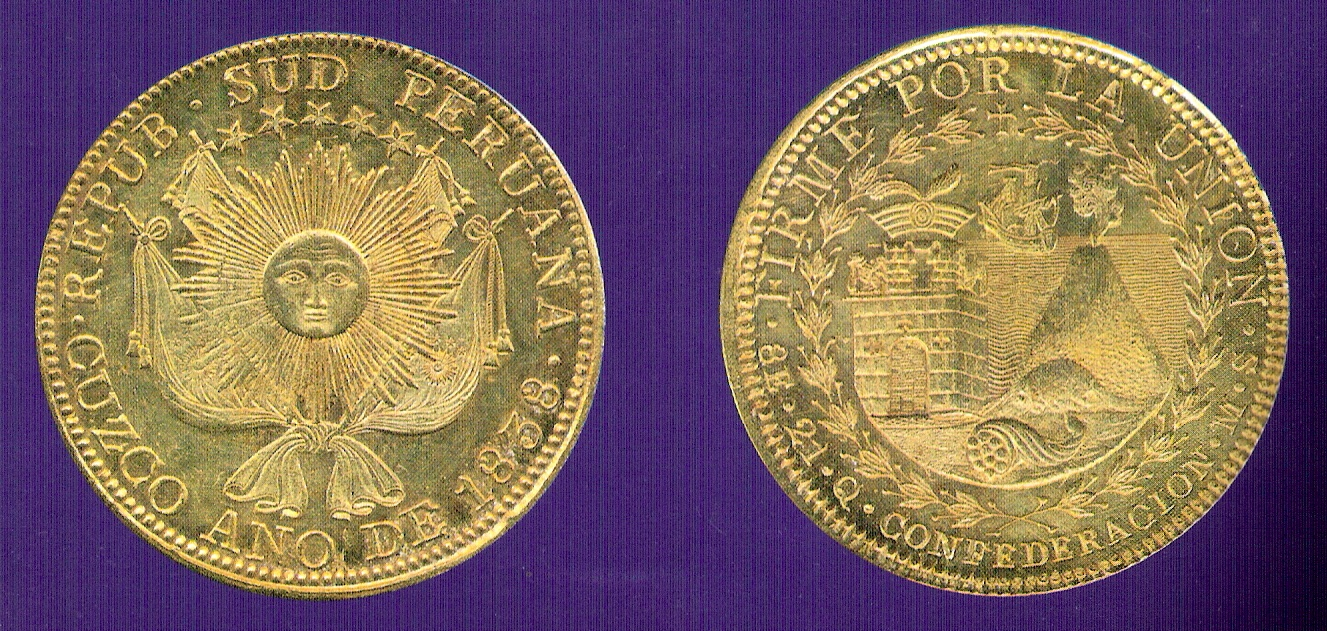
Monedes d'or de 8 escuts (escudos) de la República Sud-peruana.

Departaments de l'Estat Sud-Peruà.

Hi va haver, des de 1837 fins a la dissolució, un president provisional i un Congrés, tots dos amb poders limitats i sota el control del mariscal Andrés de Santa Cruz, qui era conegut com el Protector Suprem.
- Primer President: General Ramón Herrera Rodado (n. 1799 - m. 1882) (17 de setembre de 1837 - 12 d'octubre de 1838.)
- Segon President: Juan Pío de Tristán y Moscoso (n. 1773 - m. 1859) (12 d'octubre de 1838 - 23 de febrer de 1839.)

## Divisió administrativa
| # | Departament   | Població Departament | Capital            | Població Capital |
| - | ------------- | -------------------- | ------------------ | ---------------- |
| 1 | Arequipa      | 136.075              | Arequipa           | 24.000–30.000    |
| 2 | Ayacucho      | 111.559              | Huamanga           | 16.000–26.000    |
| 3 | Cusco         | 216.332              | Cusco              | 32.000−45.000    |
| 4 | Regió de Puno | 30.917               | San Carlos de Puno | 15.000–18.000    |